# مندرك (مقاطعة إسلام آباد غرب)
مندرك (بالفارسية: مندرک) هي قرية تقع في كرمانشاه في إيران. يقدر عدد سكانها بـ 254 نسمة بحسب إحصاء 2016.